# Iso Pajuluoma
Iso Pajuluoma och Pikku Pajuluoma, eller Pajuluomat är sjöar i Finland. De ligger i kommunen Taivalkoski i landskapet Norra Österbotten, i den nordöstra delen av landet, 600 km norr om huvudstaden Helsingfors. Pajuluomat ligger 237,6 meter över havet. Arean är 41,7 hektar och strandlinjen är 4,62 kilometer lång. Sjön  ingår i Ijo älvs huvudavrinningsområde.   De ligger vid sjön Särkiluoma.